# Rudolf Hans Bartsch

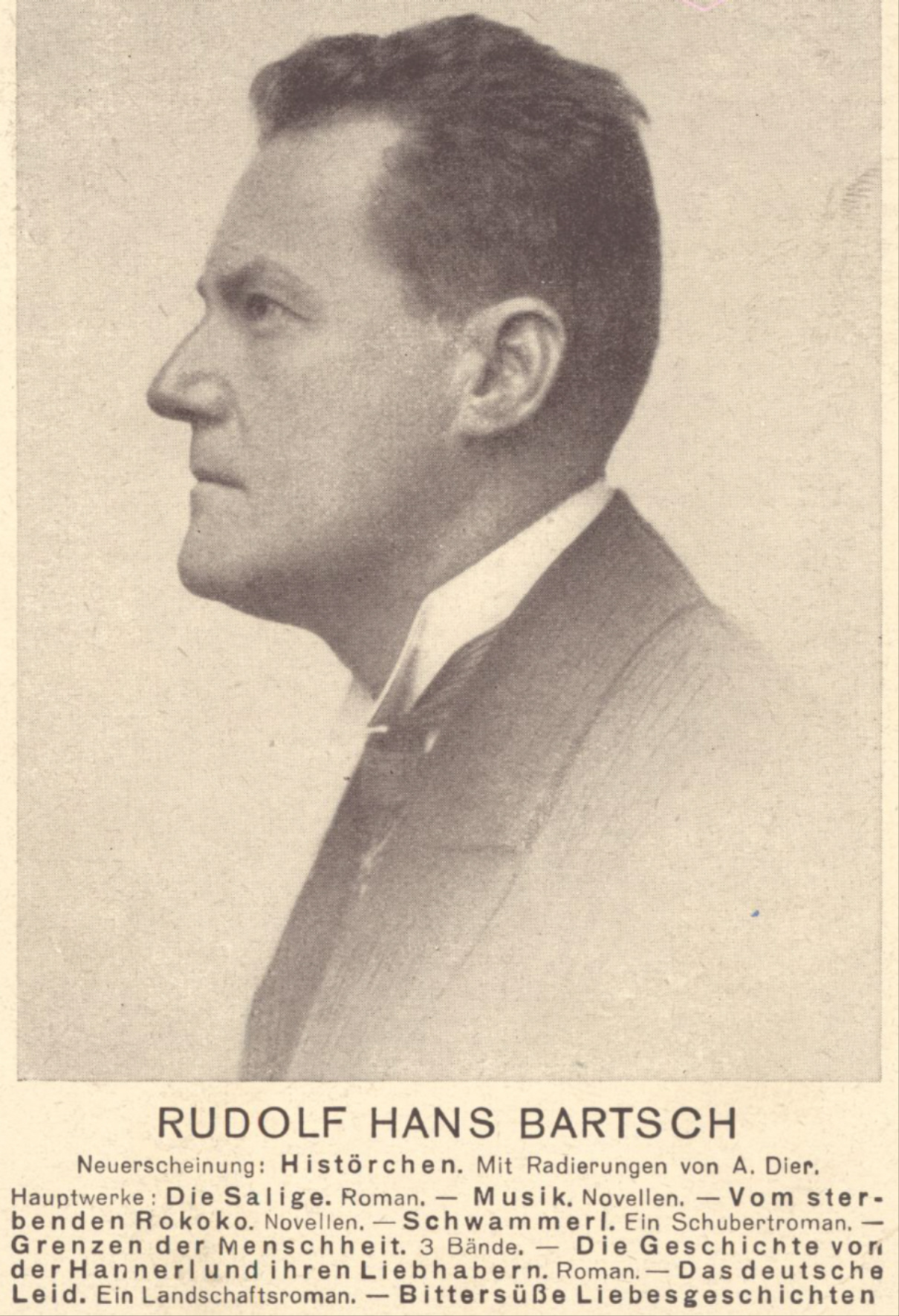
Rudolf Hans Bartsch.

Rudolf Hans Bartsch, född 11 februari 1873 och död 7 februari 1952, var en österrikisk författare.
Bartsch började som officer, men slog 1908 igenom med romanen Zwölf aus der Steiermark (1912) och har sedan utgett ett stort antal romaner och noveller i lyriskt romantisk stil, av vilka de mest bekanta torde vara Vom strbenden Rokoko (1909,), Bittersüsse Liebesgeschichten (1910), Die Geschichte von dem Hannerl und ihren Liebhabern (1913), samt Seine Jüdin (1921).

## På svenska
- Elisabet Kött (översättning Hugo Hultenberg, Hierta, 1912)
- Schwammerl : en Schubertroman (Bonnier, 1919)
- De tolv från Steiermark (Zwölf aus der Steiermark) (översättning Emil Hasselblatt, Schildt, 1920)
- Från den döende rococon (Vom strbenden Rokoko) (översättning Inga Lindholm, Bonnier, 1921)
- Bitterljuva kärlekshistorier(Bittersüsse Liebesgeschichten) (översättning Emil Hasselblatt, Bonnier, 1921)
- Fru Utta och jägaren (översättning Tyra Hjelt, 1921)
- Historien om Hannerl (Die Geschichte von dem Hannerl und ihren Liebhabern) (översättning Tyra Hjelt, 1921)
- Hans judinna eller Jakob Böhmes kristallkula (Seine Jüdin) (översättning Birgit Möller, Bonnier, 1923)